# Mavone

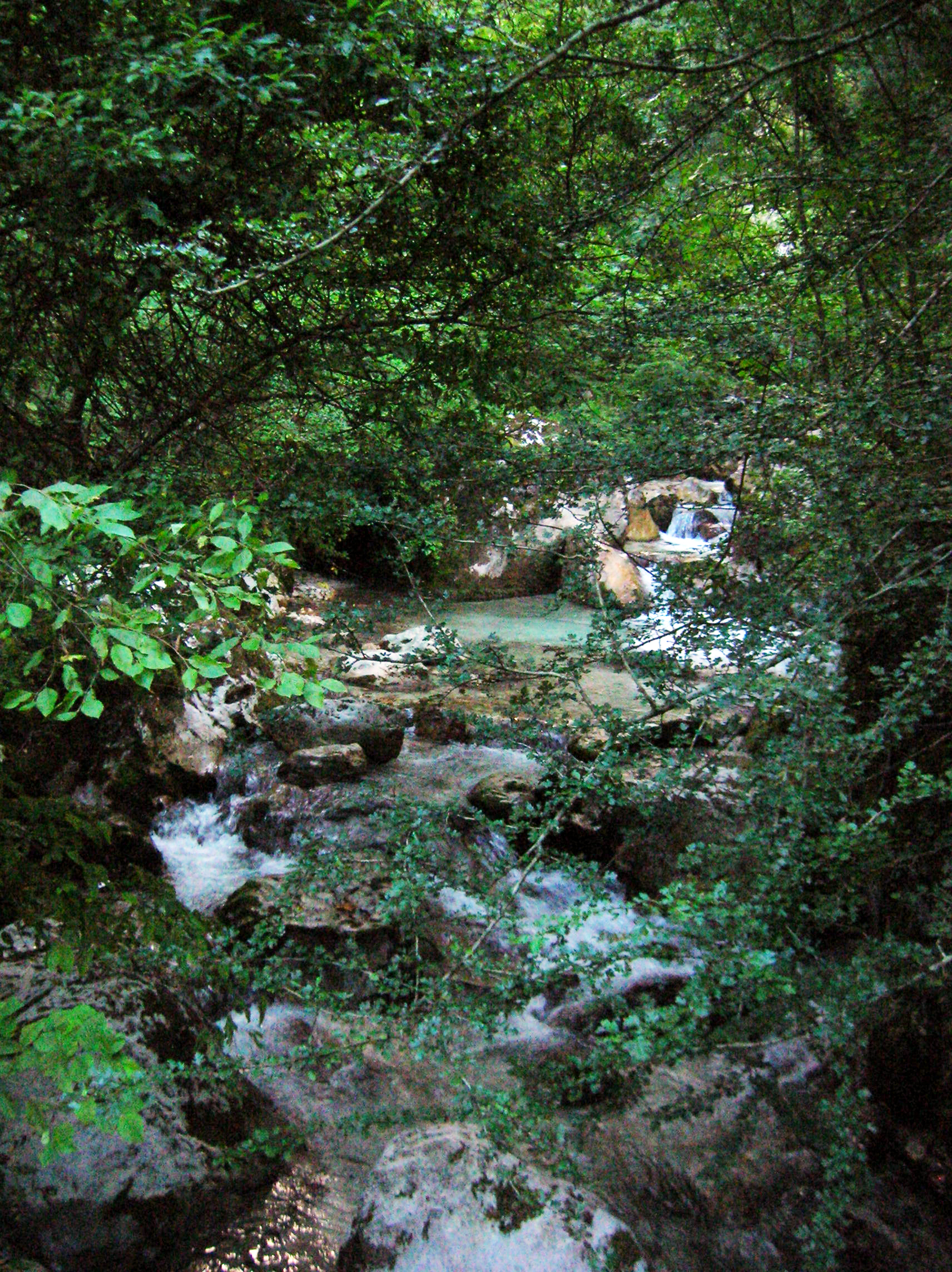
Cascada del Ruzzo cerca de Pretara (Isola del Gran Sasso).

El río Mavone es el afluente más caudaloso del río Vomano, con el que confluye por la derecha cerca de 9,4 km al valle de la localidad de Montorio al Vomano, cerca de la localidad de Sant'Agostino.
Nace en el manantial homónima sobre la vertiente oriental del Monte Corno (2.912 m) e inicia su recorrido en el canal Inferno di Corno; recibe las aguas de los canales Spoledra, San Nicola (cercano a Fano a Corno) y Vittore. Luego por la derecha hidrográfica, cerca de Isola del Gran Sasso, acoge su mayor afluente, el torrente Ruzzo, que a su vez ya ha recibido las aguas del Malepasso y de la Fossaceca. De Castelli llegaron después las aguas del canal Leomogna y de Castiglione della Valle, al fin, aquellas del Fiumetto.
Las aguas del Ruzzo y del Mavone son captadas con fines hidroeléctricos por ENEL y potable por el Acuerducto del Ruzzo.